# Contea di Live Oak
La contea di Live Oak in inglese Live Oak County è una contea dello Stato del Texas, negli Stati Uniti. La popolazione al censimento del 2010 era di 11 531 abitanti. Il capoluogo di contea è George West. Il nome della contea deriva dal Texas Live Oak, l'albero sotto il quale venne firmata la petizione per un nuovo paese.

## Geografia fisica
| Anno | Popolazione | ±%     |
| ---- | ----------- | ------ |
| 1860 | 593         | Note:  |
| 1870 | 852         | 43.7%  |
| 1880 | 1,994       | 134.0% |
| 1890 | 2,055       | 3.1%   |
| 1900 | 2,268       | 10.4%  |
| 1910 | 3,442       | 51.8%  |
| 1920 | 4,171       | 21.2%  |
| 1930 | 8,956       | 114.7% |
| 1940 | 9,799       | 9.4%   |
| 1950 | 9,054       | −7.6%  |
| 1960 | 7,846       | −13.3% |
| 1970 | 6,697       | −14.6% |
| 1980 | 9,606       | 43.4%  |
| 1990 | 9,556       | −0.5%  |
| 2000 | 12,309      | 28.8%  |
| 2010 | 11,531      | −6.3%  |

Secondo l'Ufficio del censimento degli Stati Uniti d'America la contea ha un'area totale di 1079 miglia quadrate (2790 km²), di cui 1040 miglia quadrate (2700 km²) sono terra, mentre 39 miglia quadrate (100 km², corrispondenti al 3,6% del territorio) sono costituiti dall'acqua. È sede della Choke Canyon Reservoir.

### Strade principali
- Interstate 37
- Interstate 69C (in costruzione)
- U.S. Highway 59
- Interstate 69W (in costruzione)
- U.S. Highway 281
- State Highway 72
- Farm to Market Road 99
- Farm to Market Road 624
- Farm to Market Road 799
- Farm to Market Road 833

### Contee adiacenti
- Karnes County (nord-est)
- Bee County (est)
- San Patricio County (sud-est)
- Jim Wells County (sud)
- Duval County (sud-ovest)
- McMullen County (ovest)
- Atascosa County (nord-ovest)

## Amministrazione
Il carcere di media sicurezza della Federal Bureau of Prisons, il Federal Correctional Institution, Three Rivers si trova in una zona non incorporata di Live Oak County, vicino, come suggerisce il nome, a Three Rivers.